# Mannheimer Schulsystem
Das von Stadtschulrat Joseph Anton Sickinger (1858–1930) im Jahr 1901 geschaffene Mannheimer Schulsystem war Vorläufer des in Deutschland bis heute gültigen Schulsystems.
Sickingers Ziel war, die Schüler nach ihren jeweiligen Fähigkeiten zu fördern. Dies erreichte er durch die Schaffung eines differenzierten Volksschulsystems. Die begabten Volksschüler wurden auf Haupt- und Normalklassen aufgeteilt. Die weniger begabten Schüler kamen in Förderklassen, die Leistungsschwachen in Hilfsklassen. Für die Klassenstufen 6 bis 8 wurde Sprachunterricht angeboten, um den Wechsel auf eine höhere Schule zu ermöglichen.
Das Mannheimer Schulsystem fand in Fachkreisen sehr starkes Interesse, nachdem Sickinger es 1904 auf dem internationalen Schulkongress in Nürnberg vorgestellt hatte. In der Folgezeit wurde es von den Ländern Hessen und Sachsen sowie über 150 deutschen und österreichischen Städten übernommen.
Zusätzlich setzte Sickinger in Mannheim 1922 mit Hans Lämmermann den deutschlandweit ersten Schulpsychologen ein, der die Schulreform unterstützen sollte. 1935 wurde das Mannheimer Schulsystem von den Nationalsozialisten verboten.